# Pierre Collet
Pierre Collet (25 novembre 1890 – Pully, 3 gennaio 1975) è stato un calciatore svizzero, di ruolo attaccante.

## Carriera

### Club
Tra il 1909 e il 1920 ha giocato per il Losanna.

### Nazionale
Ha collezionato diciotto presenze con la propria Nazionale, segnando 3 reti.